# Claudemir Marques
Claudemir Marques (Santo Antônio da Platina-PR, 7 de outubro de 1965), mais conhecido como Marques, é um ex-futebolista brasileiro que atuava como lateral-direito. Defendeu as cores do Palmeiras, da Ponte Preta, do Paraná Clube, do Caxias, do Platinense, do Atlético Paranaense e do Cascavel EC.
Ganhou destaque defendendo as cores do Palmeiras, à época patrocinado pela Parmalat. Marques chegou ao Palmeiras em 1990, indicado por Telê Santana. Segundo o "Almanaque do Palmeiras", de Celso Dario Unzelte e Mário Sérgio Venditti, foram 53 partidas e três gols vestindo a camisa do clube, dois pelo Brasileirão de 1992, contra Flamengo e Fluminense, e o outro diante do Hamburgo, na Copa Euro-América de 1991.

## Acidente e Aposentadoria por Invalidez
No dia 16 de maio de 1994 sofreria um acidente de carro que mudaria a sua vida. Na madrugada deste data, Marques e seus companheiros de time, Mauricinho e Flavinho, retornavam para o flat onde moravam. Mauricinho, que era o motorista, perdeu o controle do carro ao passar em uma rotatória e bateu contra o muro de um mercado. Marques, que não usava cinto de segurança, bateu a cabeça e teve traumatismo craniano que o deixou em coma por 16 dias no hospital da Universidade de Campinas (Unicamp). Mauricinho e Flavinho nada sofreram.
Marques ainda tentou retomar a carreira de jogador, mas os profissionais do Palmeiras perceberam que o acidente havia afetado sua coordenação motora, o impossibilitando, assim, da prática do futebol. Ficou no clube até o encerramento de seu contrato, em 1997. Além do fim prematuro da carreira, Marques passou a enfrentar outro problema: a falta de memória. Por conta disso, ele se aposentou por invalidez.

## Conquistas
Palmeiras
- Troféu América: 1991
- Copa Euro-América: 1991
- Taça Lazio: 1992

Paraná Clube
- Campeonato Paranaense - 1993[4]

## Honrarias
- 2017 - Cidadão Benemérito de Santo Antônio da Platina[4]